# Arco de los Argentarios

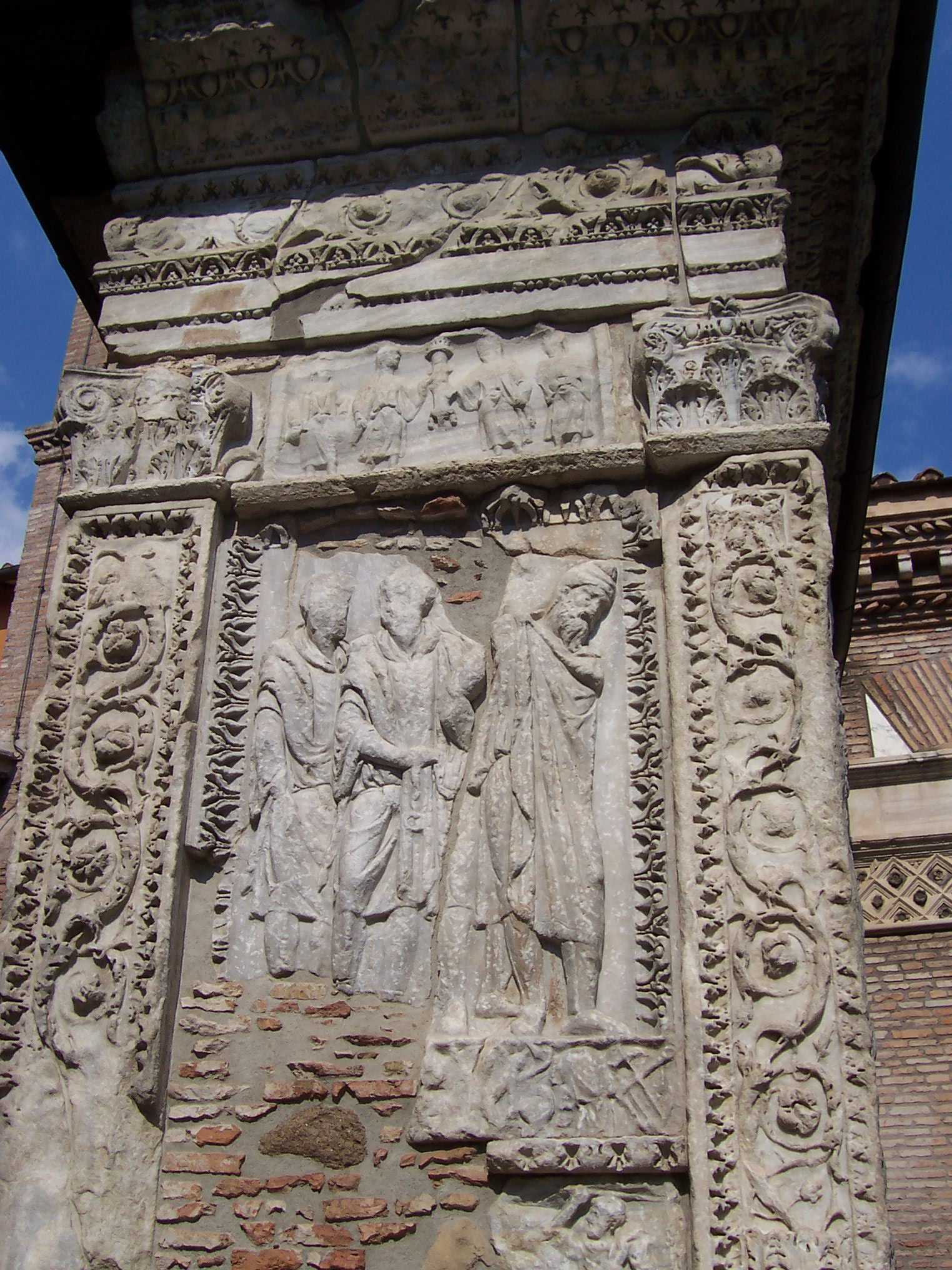
Decoración exterior del arco de los Argentarios.

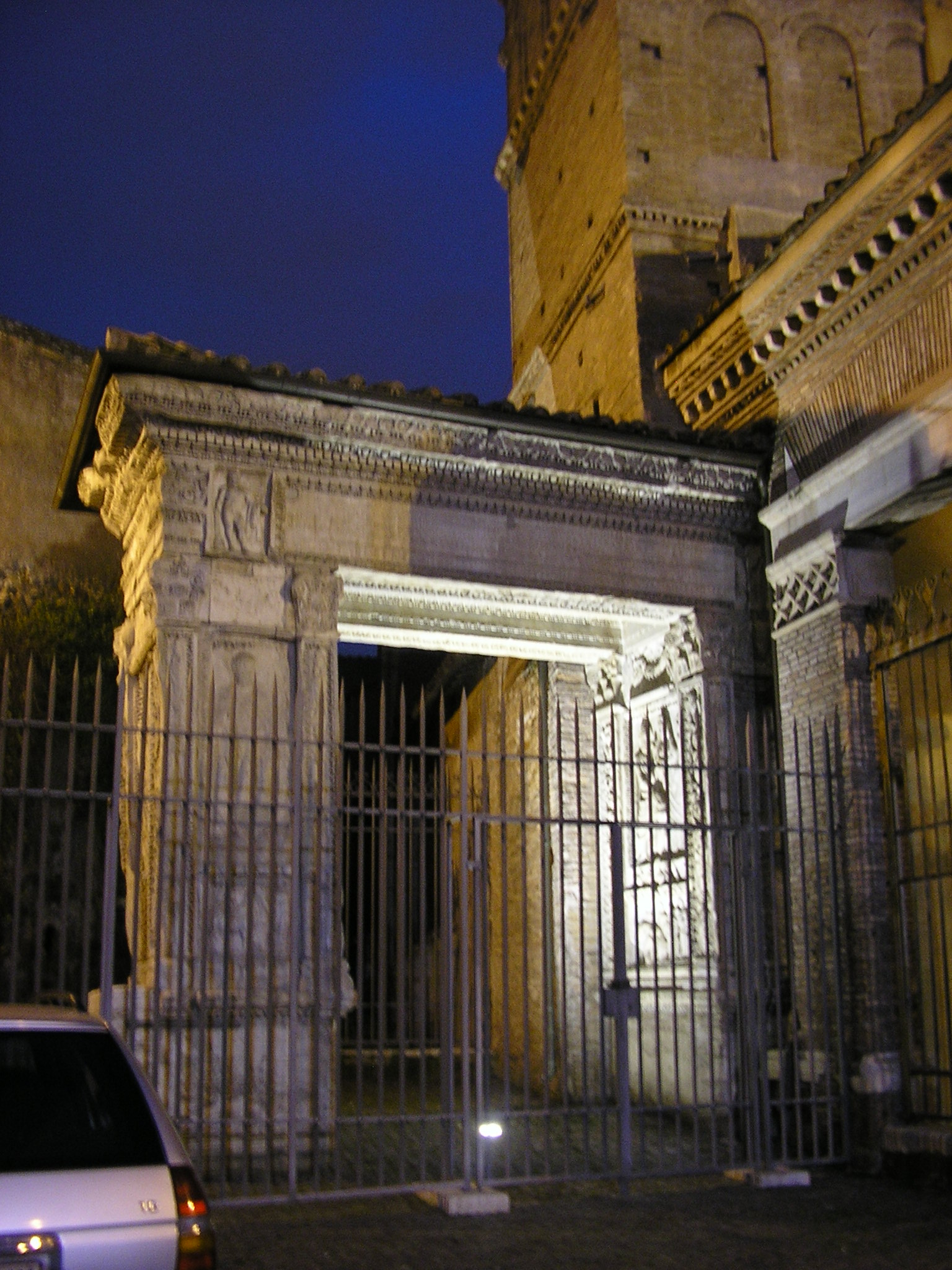
Vista del arco al anochecer.

El Arco de los Argentarios (Arcus Argentariorum) es una pequeña puerta que se encuentra en Roma, adosada al pórtico de la Iglesia de San Jorge en Velabro. Tiene forma de puerta arquitrabada, por lo que en realidad no es un arco como su nombre moderno indica.

## Historia
El monumento fue levantado en el año 204, en el punto en el que la antigua vía urbana del vicum Jugarium daba a la plaza del Foro Boario, en la zona actual de la plaza de la Bocca della Verità. Es una dedicatoria privada de los argentarii et negotiantes boari huius loci, de los banqueros y los comerciantes del foro boario de este lugar, a los augustos Septimio Severo y Caracalla, al césar Geta, a Julia Domna, esposa de Septimio Severo, y a Fulvia Plaucila, esposa de Caracalla. Las inscripciones fueron pronto pasto de una Damnatio memoriae, borrándose los nombres de Plaucila (exiliada en 205 y muerta en 211) y de Geta (asesinado en 212). En un primer momento la dedicatoria conservó quizá también el prefecto del pretorio Cayo Fulvio Plauciano, caído en desgracia en 205.

## Características

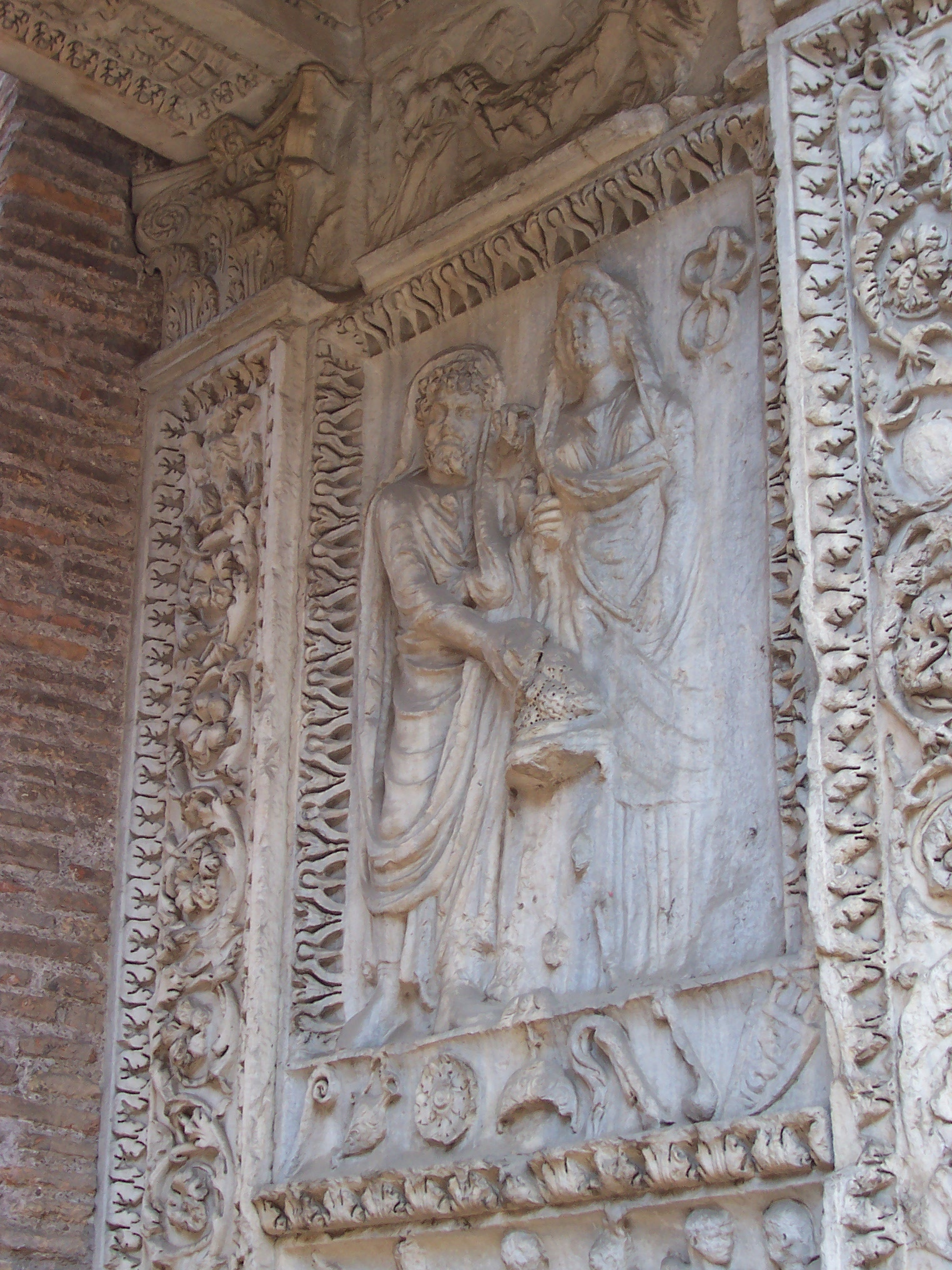
Panel interior en el que aparecen Septimio Severo y su esposa Julia Domna.

El monumento tiene una altura de 6,80 m y una anchura de 5,86 m. La puerta está constituida por un arquitrabe de mármol sostenido por dos grandes pilastras, con lesenas decoradas en los ángulos, de los que el más oriental fue semienglobado en el siglo VII en la iglesia de San Giorgio in Velabro. La estructura está revestida por placas de mármol blanco, mientras que el basamento es de travertino. Es probable que sobre el arco fuesen colocadas las estatuas de la familia imperial.
La decoración es riquísima, con motivos vegetales y cubre todos los espacios disponibles (horror vacui), liberándose para los espacios figurativos: Sobre el lado meridional la inscripción dedicatoria, que se sobrepone al friso y al arquitrabe de la trabeación, está encuadrada por dos bajorrelieves que representan a Hércules y a un genio. Los paneles del interior del pasaje presentan relieves con escenas de sacrificio, con las figuras simétricamente contrapuestas: en el lado derecho están representados Septimio Severo y Julia Domna, mientras que una figura borrada debía representar a Geta; y sobre el lado izquierdo Caracalla, que en origen tenía al lado a Plaucila y a Plauciano, luego también borrados por la damnatio memoriae. En el lado externo del pilar occidental, el panel representa a soldados y prisioneros bárbaros, mientras que sobre el lado frontal, entre las dos lesenas angulares decoradas con estandartes romanos, se conserva una figura con una túnica corta. Completa el mismo, sobre los relieves mayores, paneles más pequeños con Victorias o águilas, y bajo el mismo, escenas de inmolación de las víctimas sacrificadas.